# Junho

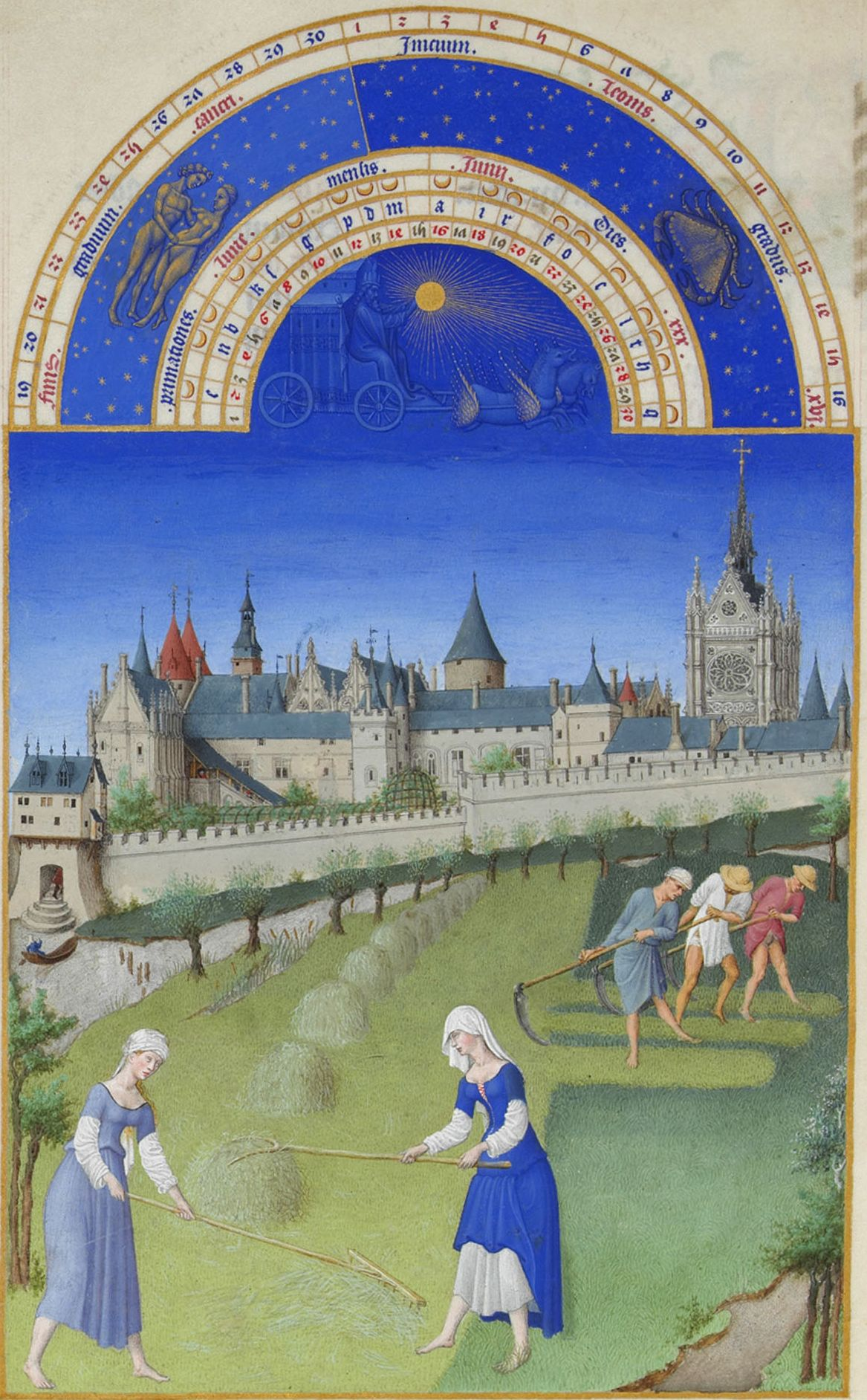
Junho, Les Très Riches Heures du duc de Berry.

Junho é o sexto mês do calendário gregoriano e tem 30 dias. O seu nome é derivado da deusa romana Juno, mulher do deus Júpiter. Junho contém o solstício de verão no hemisfério norte, o dia com mais horas de luz do dia, e o solstício de inverno no hemisfério sul, o dia com menos horas de luz do dia (excluindo as regiões polares em ambos os casos). Junho no hemisfério norte é o equivalente sazonal a dezembro no hemisfério sul e vice-versa. No hemisfério norte, o início da tradição astronômica do verão é 21 de junho (o verão meteorológico começa em 1 de junho). No hemisfério sul, o inverno meteorológico começa em 1º de junho.
O antigo nome alemão do mês é Brachet ou Brachmond, já que na economia de três campos da Idade Média o cultivo do pousio começou neste mês. Nos círculos de jardineiros, isso é descrito como mes de rosas, já que a floração das rosas em junho atinge seu pico; por esse motivo, junho era anteriormente chamado de Rosa Lua. No calendário romano, Junius era originalmente o quarto mês e tinha 29 dias. No antigo calendário revolucionário francês, junho representava os meses de Prairial e Messidor.
Nenhum mês começa no mesmo dia da semana que junho em qualquer ano. Este mês e maio são os únicos dois meses para ter essa propriedade. Termina no mesmo dia da semana que março em todos os anos. Começa no mesmo dia da semana em fevereiro do ano seguinte. Em anos comuns, começa no mesmo dia da semana que setembro e dezembro do ano anterior e, nos anos bissextos, abril e julho do ano anterior. Em anos comuns, junho termina no mesmo dia da semana que setembro do ano anterior e, nos anos bissextos, termina no mesmo dia da semana que abril do ano anterior.
No início de junho, o sol nasce na constelação de Gêmeos (até dia 21 de junho) e no final de junho, o sol nasce na constelação de Câncer (a partir de 22 de junho).
A Igreja dedica o mês de Junho em devoção ao Sagrado Coração de Jesus e aos Santos Apóstolos.

## História
O nome latino para junho é Junius. Ovídio oferece múltiplas etimologias para o nome no Fasti, um poema sobre o calendário romano. A primeira é que o mês tem o nome da deusa romana Juno, a deusa do casamento e esposa da divindade suprema Júpiter; a segunda é que o nome vem da palavra latina iuniores, que significa "os mais jovens", em oposição a maiores ("anciãos"), para os quais o mês de maio anterior (Maius) pode ser nomeado. Outra fonte afirma que junho tem o nome de Lucius Junius Brutus, fundador da República Romana.
Na Roma antiga, o período de meados de maio a meados de junho era considerado desfavorável para o casamento. Ovídio diz que consultou a Flaminica Dialis, a suma sacerdotisa de Júpiter, sobre a definição de uma data para o casamento de sua filha, e foi aconselhado a esperar até depois de 15 de junho. Plutarco, no entanto, implica que todo o mês de junho foi mais favorável para casamentos do que maio. Durante o reinado do imperador Nero, o mês foi rebatizado de Germanicus, um dos nomes do imperador, mas isso não prevaleceu. Sob o imperador Cómodo, o mês era então chamado de Aeliusapós um de seus nomes; essa mudança de nome também foi revertida após a morte do imperador.
Algumas chuvas de meteoros ocorrem em junho. O Arietids ocorre de 22 de maio a 2 de julho de cada ano e atinge o pico em 7 de junho. Os Beta Taurids de 5 de junho a 18 de julho. Os Bootídeos de junho acontecem aproximadamente entre 26 de junho e 2 de julho de cada ano.

## Eventos históricos

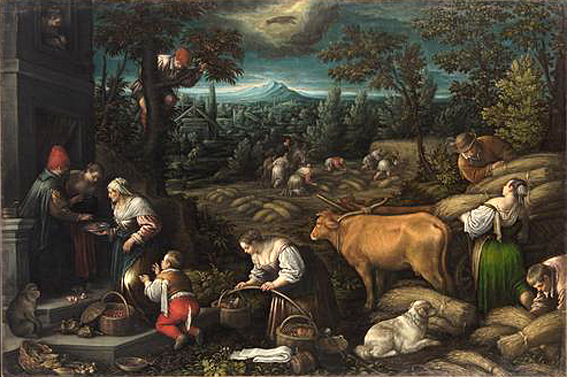
Junho, Leandro Bassano

- 1533 - Fundação da cidade de Cartagena das Índias, na atual Colômbia.
- 1604 - Constituição pelos ingleses da Companhia das Índias, que dá início ao império colonial da Grã-Bretanha.
- 1661 - Fundação da cidade de Santarém, no Pará (Brasil).
- 1837 - Tratado de Tafna, que põe fim à guerra que a França vinha sustentando no norte da África.
- 1874 - É inaugurado o telégrafo submarino ligando o Rio de Janeiro (Brasil) à Europa.
- 1898 - Guerra Hispano-Americana - Os norte-americanos dão início ao bloqueio de Santiago de Cuba.
- 1908 - Fundação do Villa Nova Atlético Clube.
- 1920 - É inaugurada em Berlim a primeira exposição do dadaísmo no mundo.
- 1922 - Começa a luta do Exército Republicano Irlandês (IRA) contra o governo de Londres.
- 1924 - Fábrica Ford de Detroit coloca no mercado o automóvel de número 10 milhões.
- 1933 - Inauguração da Exposição Universal de Chicago.
- 1945 - Segunda Guerra Mundial - Destruição de Osaka - Era considerado um dos alvos preferenciais dos aliados no Japão. Em 14 de março de 1945, essa cidade, equiparada a Chicago em extensão, recebeu 2 240 toneladas de bombas. Em primeiro de junho, os B-29 despejaram mais 6 110 toneladas dos explosivos, destruindo as indústrias e anulando qualquer esforço dos japoneses.
- 1946 - Detido e fuzilado em Bucareste como criminoso de guerra o ditador romeno Ion Antonescu.
- 2002 - Morre o médium Chico Xavier aos 92 anos em Uberaba (MG).
- 2006 - Inaugurado oficialmente o Pólo Petroquímico de Itaboraí.
- 2009 - Morre o cantor Michael Jackson, o "Rei do Pop", vítima de parada cardíaca.
- 2013 - Jornadas de Junho - protestos brasileiros contra o aumento da tarifa dos transportes públicos.

## Feriados e eventos cíclicos

### Internacionais
- Semana Mundial do Meio Ambiente - Estabelecido por Resolução da ONU
- Mês do Orgulho LGBTQIA+

### Brasil
- Dia de Caxias, Brasil
- Dia dos namorados (12 de junho)
- Dia do Correio Aéreo Nacional (12 de junho)
- Dia do Oceanógrafo (8 de junho)
- Dia do Cinema Brasileiro (19 de Junho)
- Dia do Químico (18 de junho)
- Dia Nacional do Revendedor 20 de junho
- Dia do Orgulho LGBT (28 de junho)

### Portugal
- Dia das Crianças (1 de junho)
- Dia de Portugal, de Camões e das Comunidades Portuguesas (10 de junho)
- Dia do Anjo Custódio de Portugal (10 de junho)

### Igreja Católica
- Dia de São Bonifácio (5 de junho)
- Dia de São Barnabé (11 de junho)
- Dia do Santo Anjo de Portugal (10 de junho)
- Dia de Santo Antônio (13 de junho)
- Dia de São Romualdo (19 de junho)
- Dia de São Luís Gonzaga  (21 de junho)
- Dia de São João Fisher e São Thomas More (22 de junho)
- Dia de São João Batista (24 de junho)
- Dia de Nossa Senhora Rainha da Paz (25 de junho)
- Dia de São Cirilo de Alexandria (27 de junho)
- Dia de Nossa Senhora do Perpétuo Socorro (27 de junho)
- Dia de São Pedro e São Paulo (29 de junho)
- Dia dos Santos Protomártires de Roma e São Marçal (30 de junho)

## Nascimentos

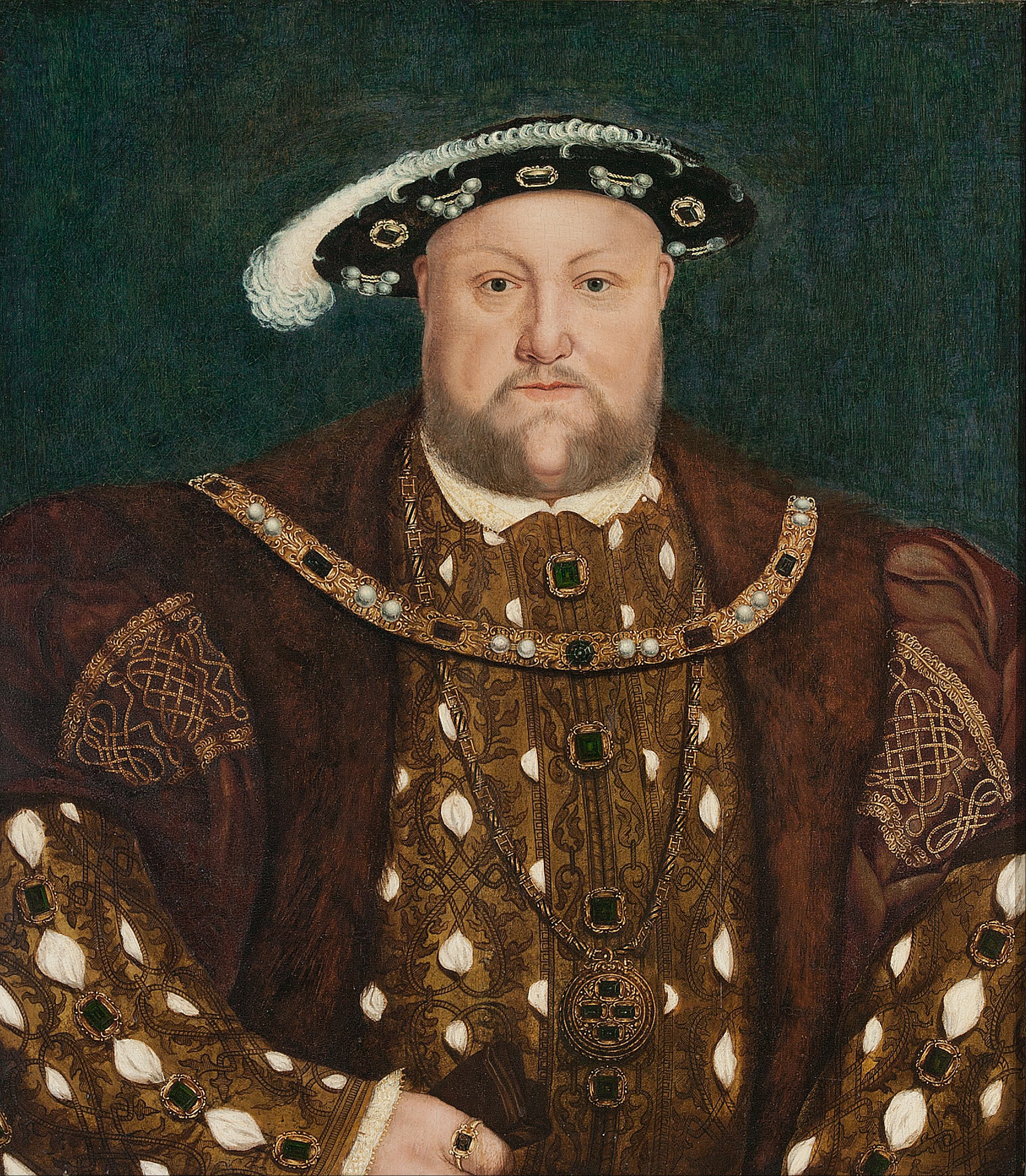
Henrique VIII da Inglaterra.

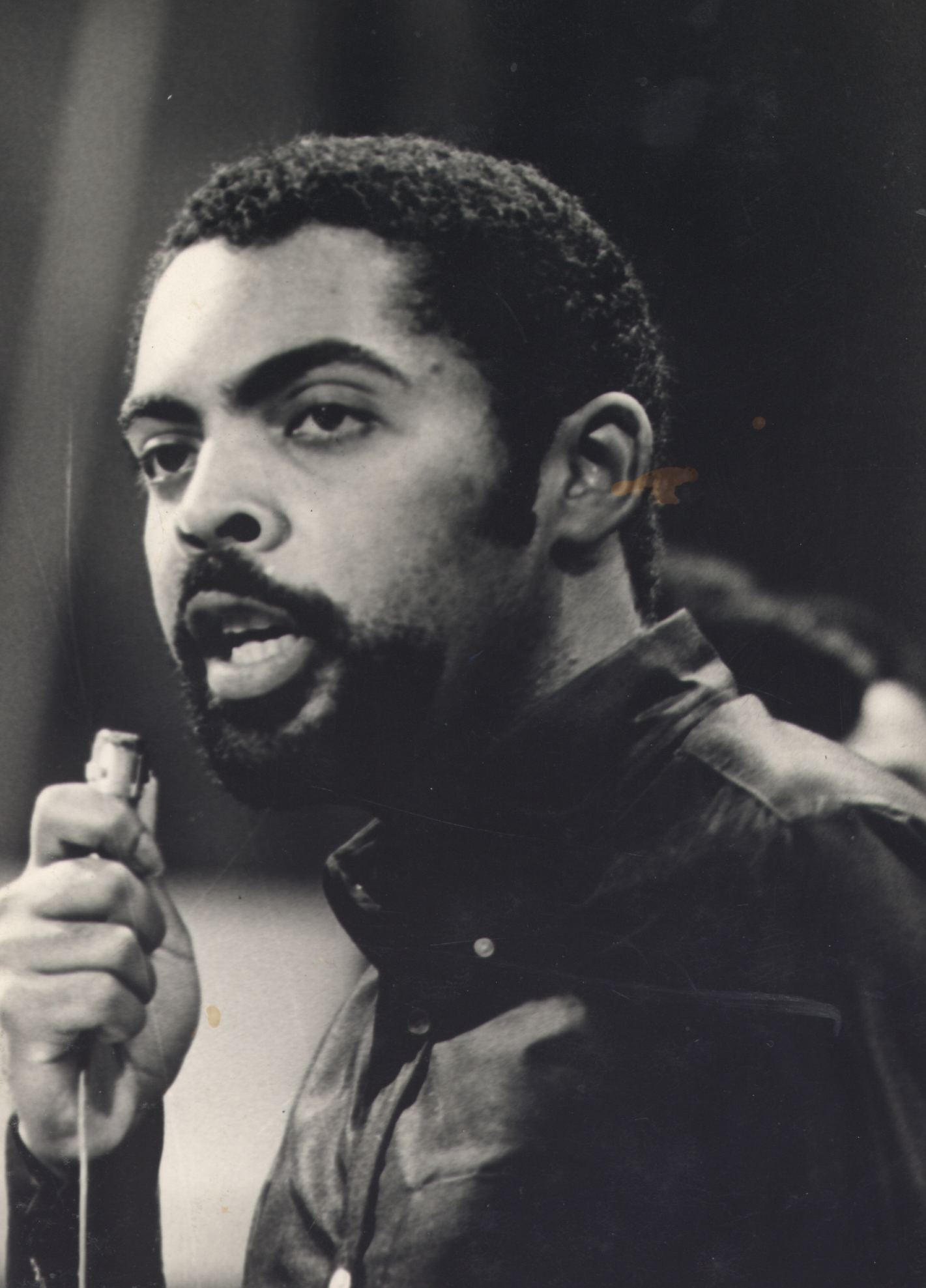
Gilberto Gil

Raul Seixas

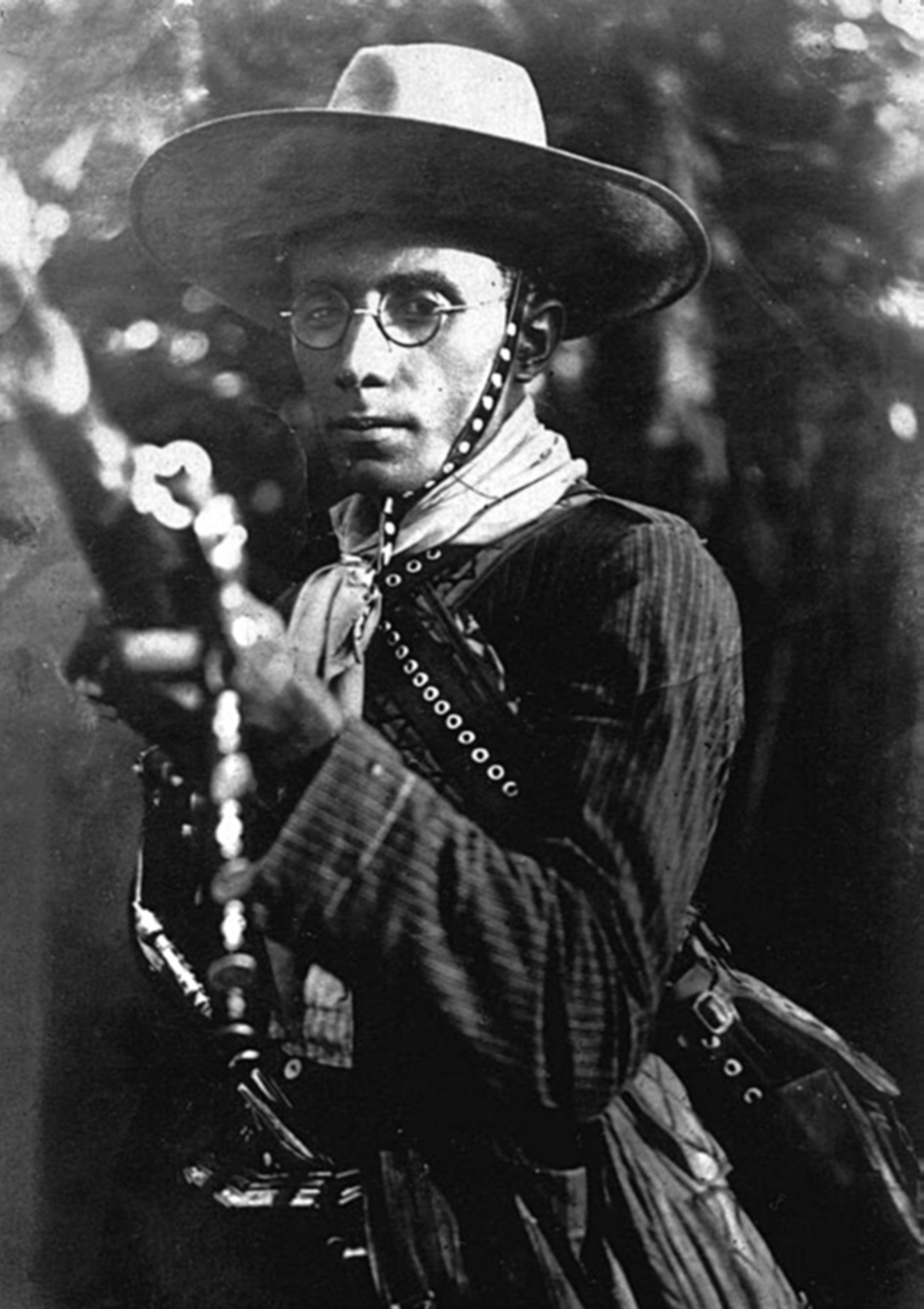
Lampião (cangaceiro)

Guimarães Rosa

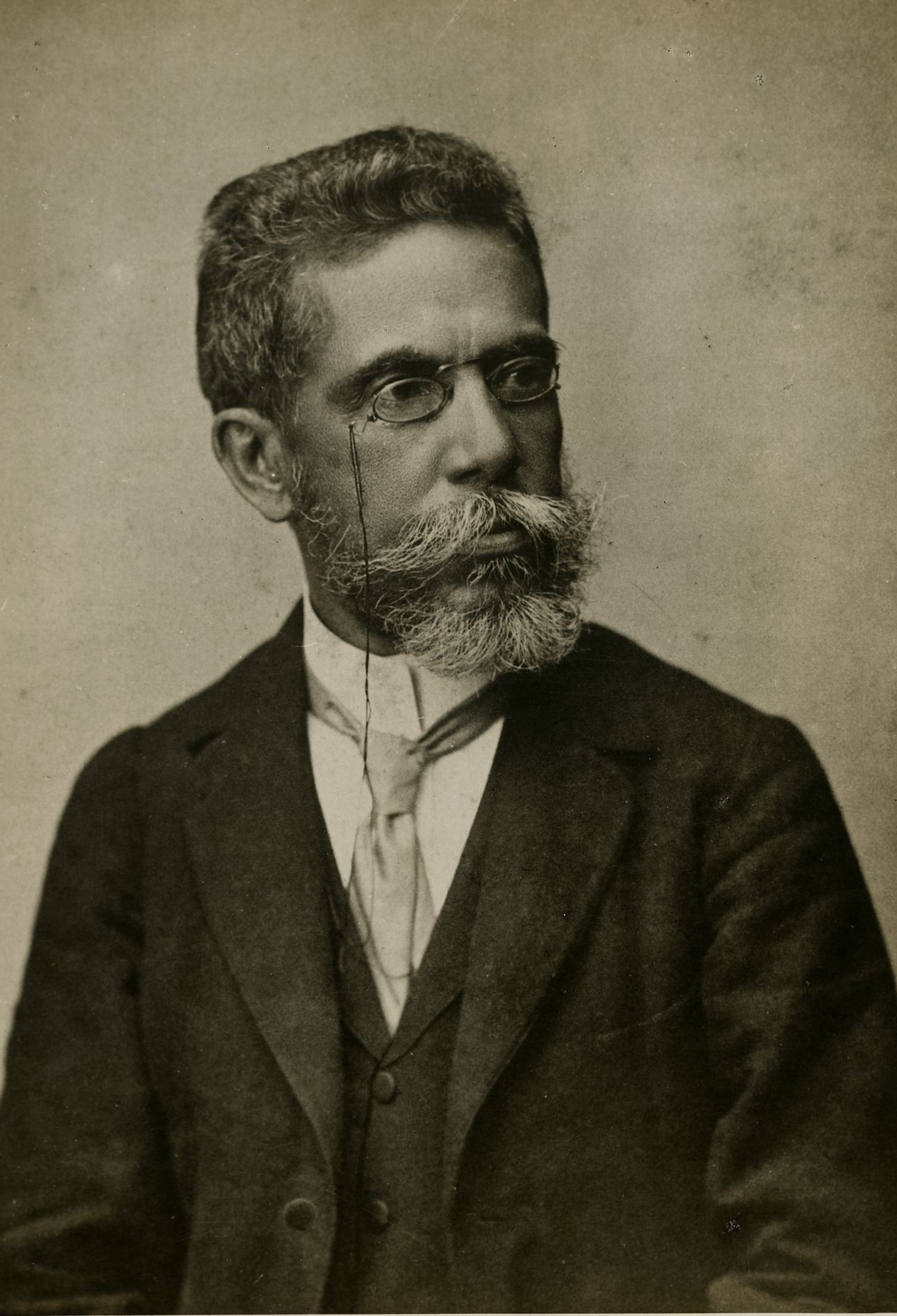
Machado de Assis

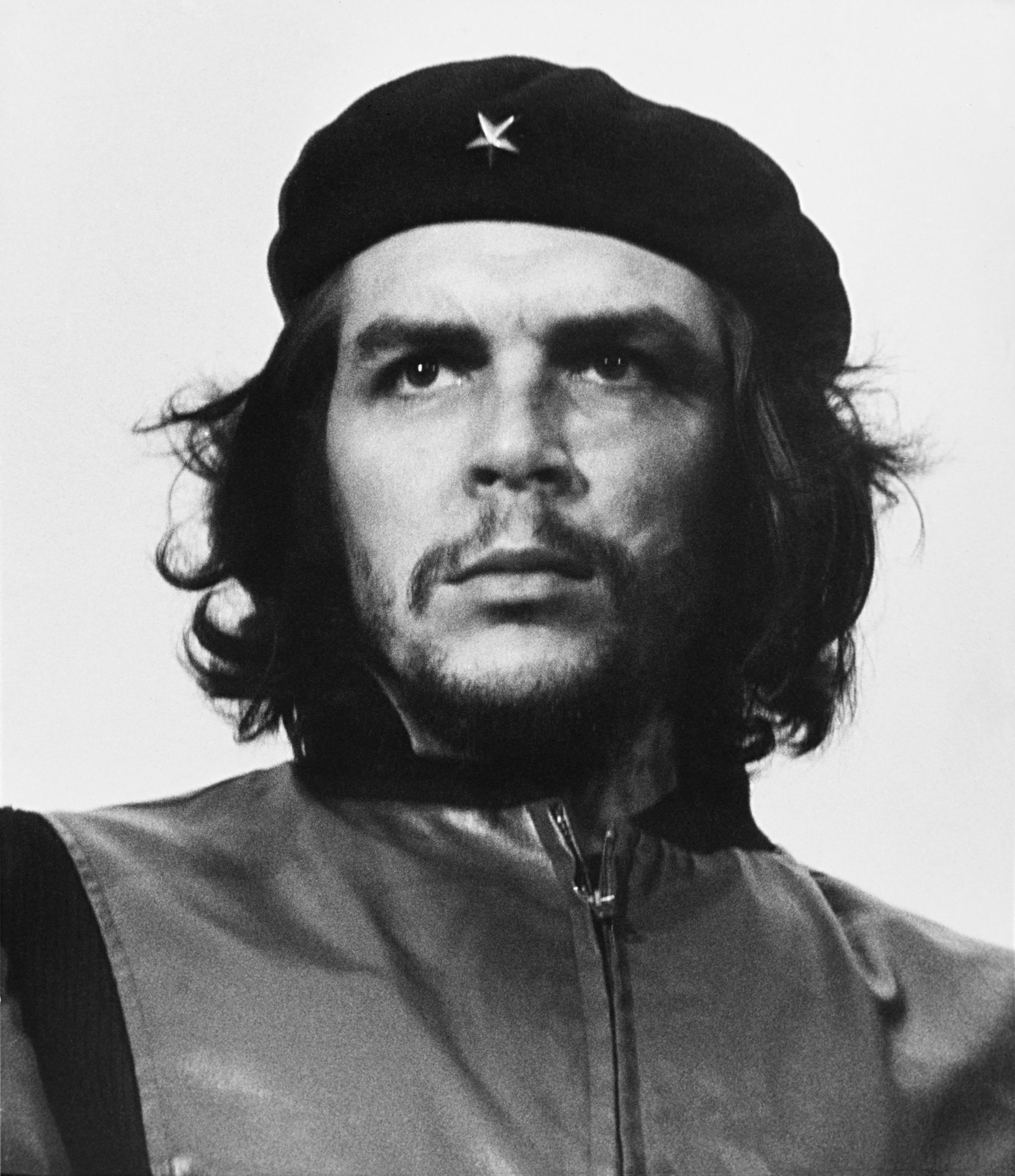
Che Guevara

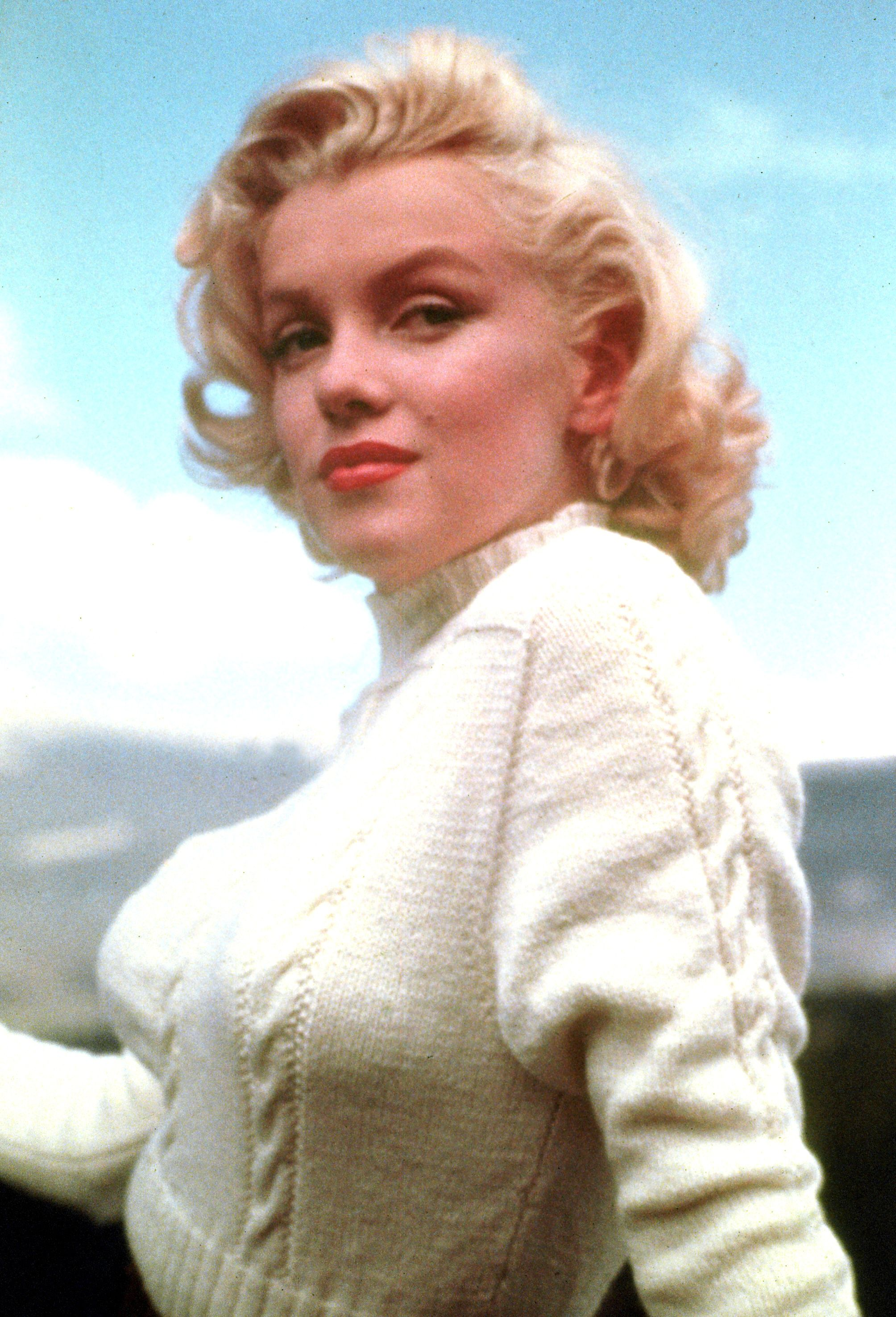
Marilyn Monroe

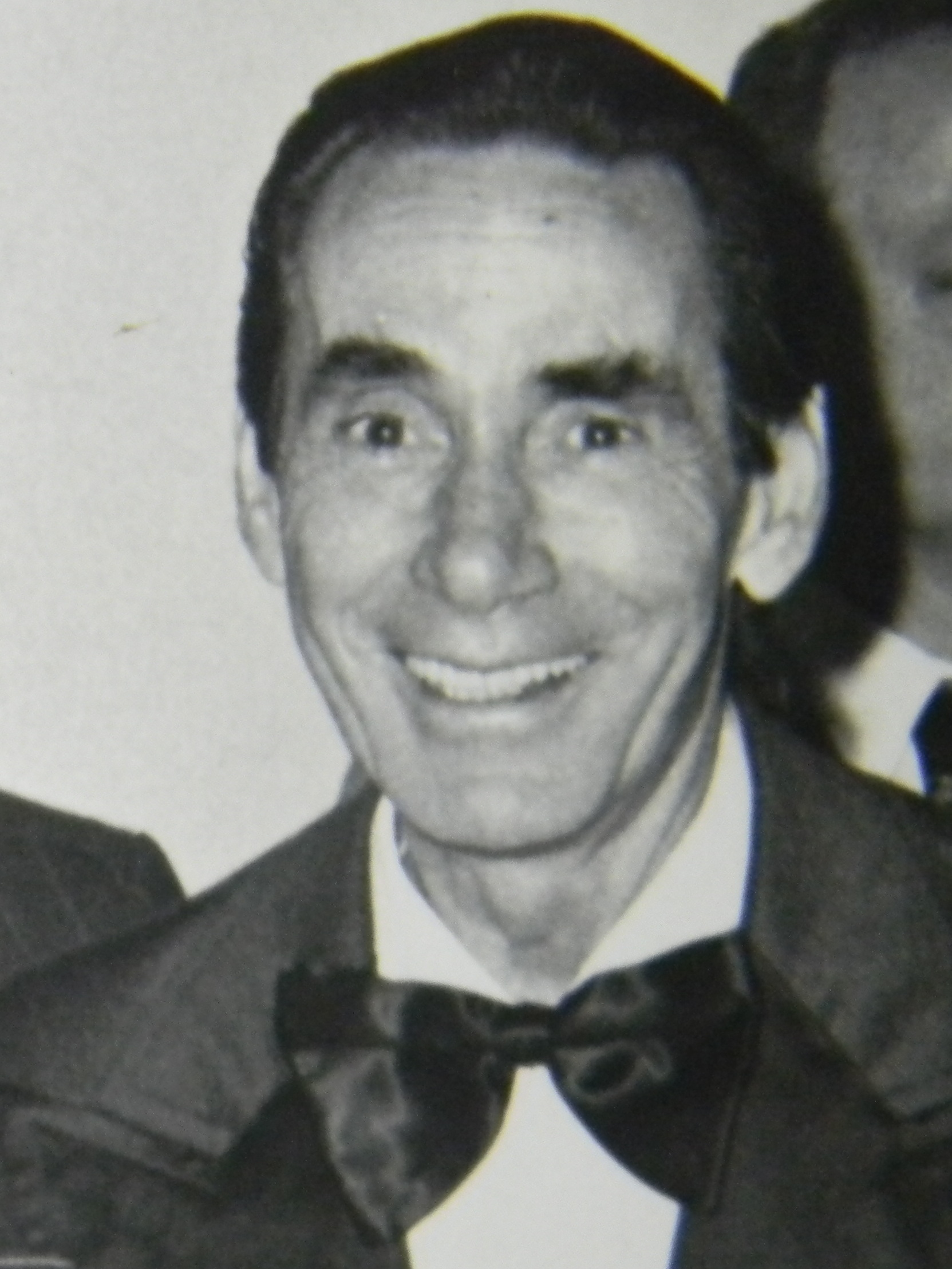
Nelson Gonçalves

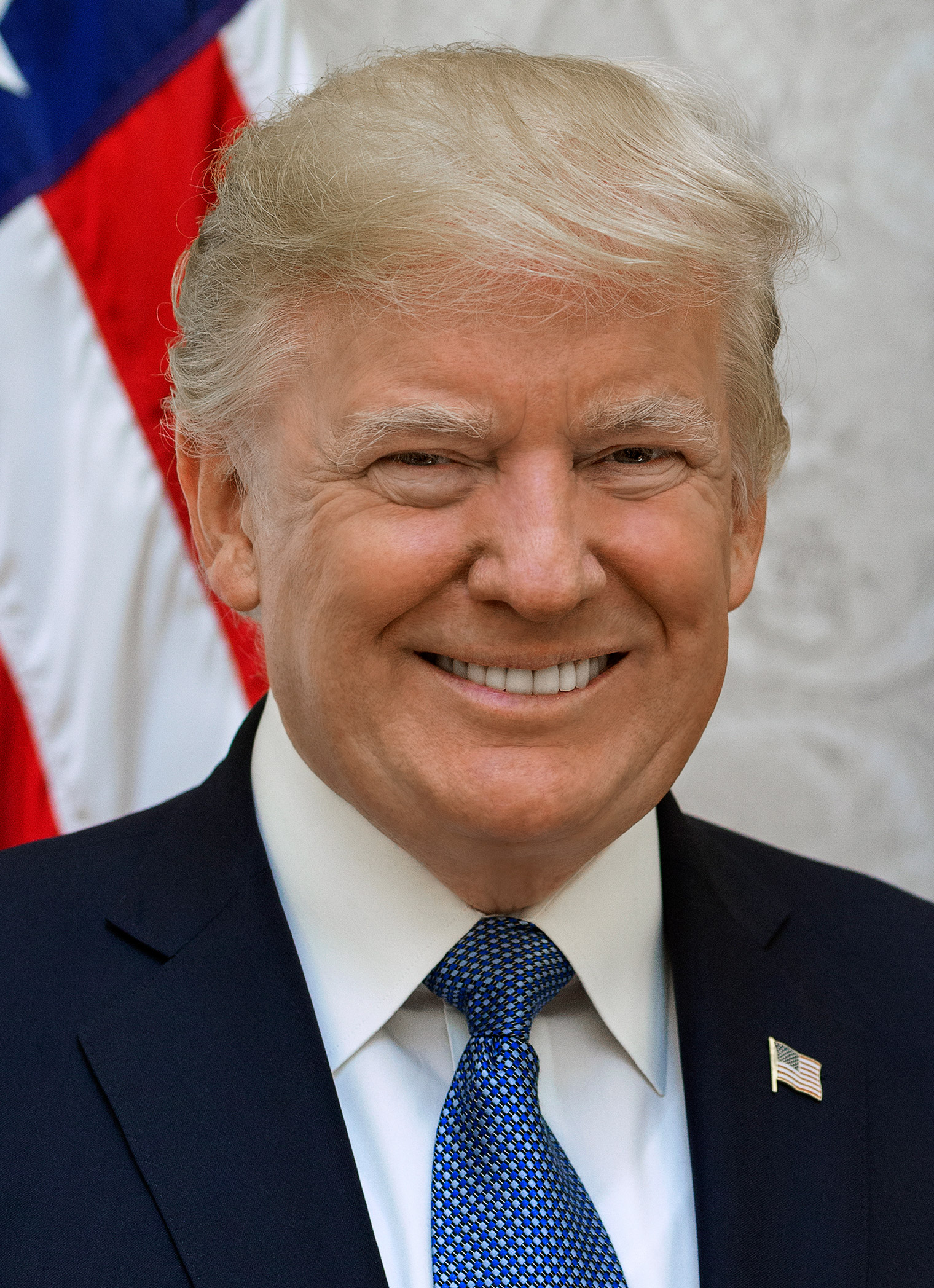
Donald Trump

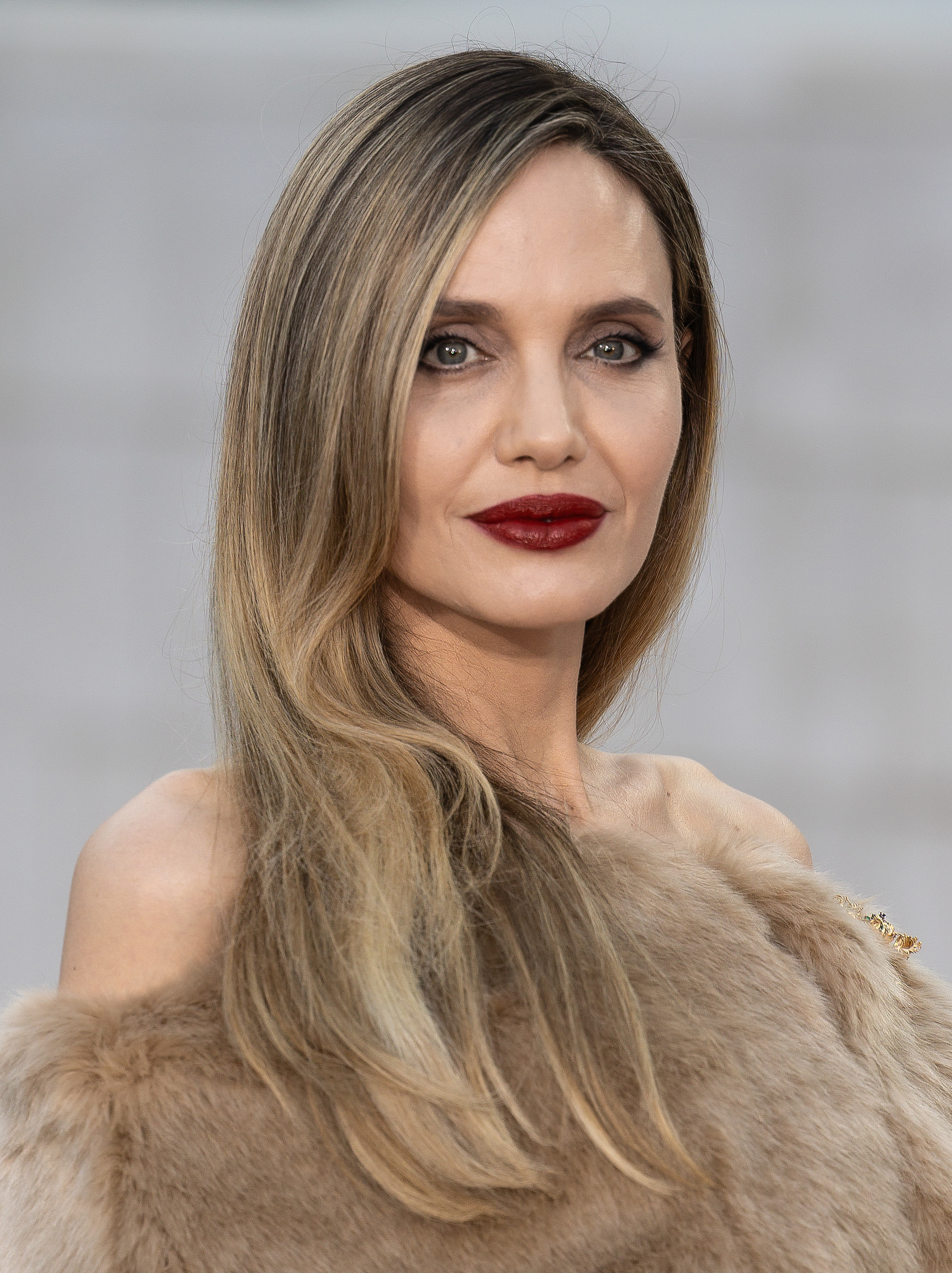
Angelina Jolie

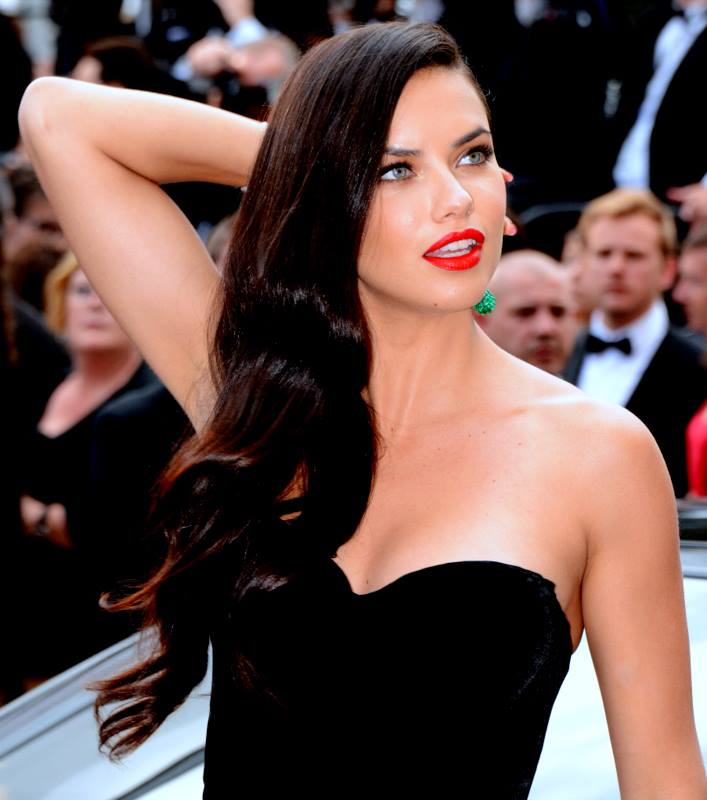
Adriana Lima

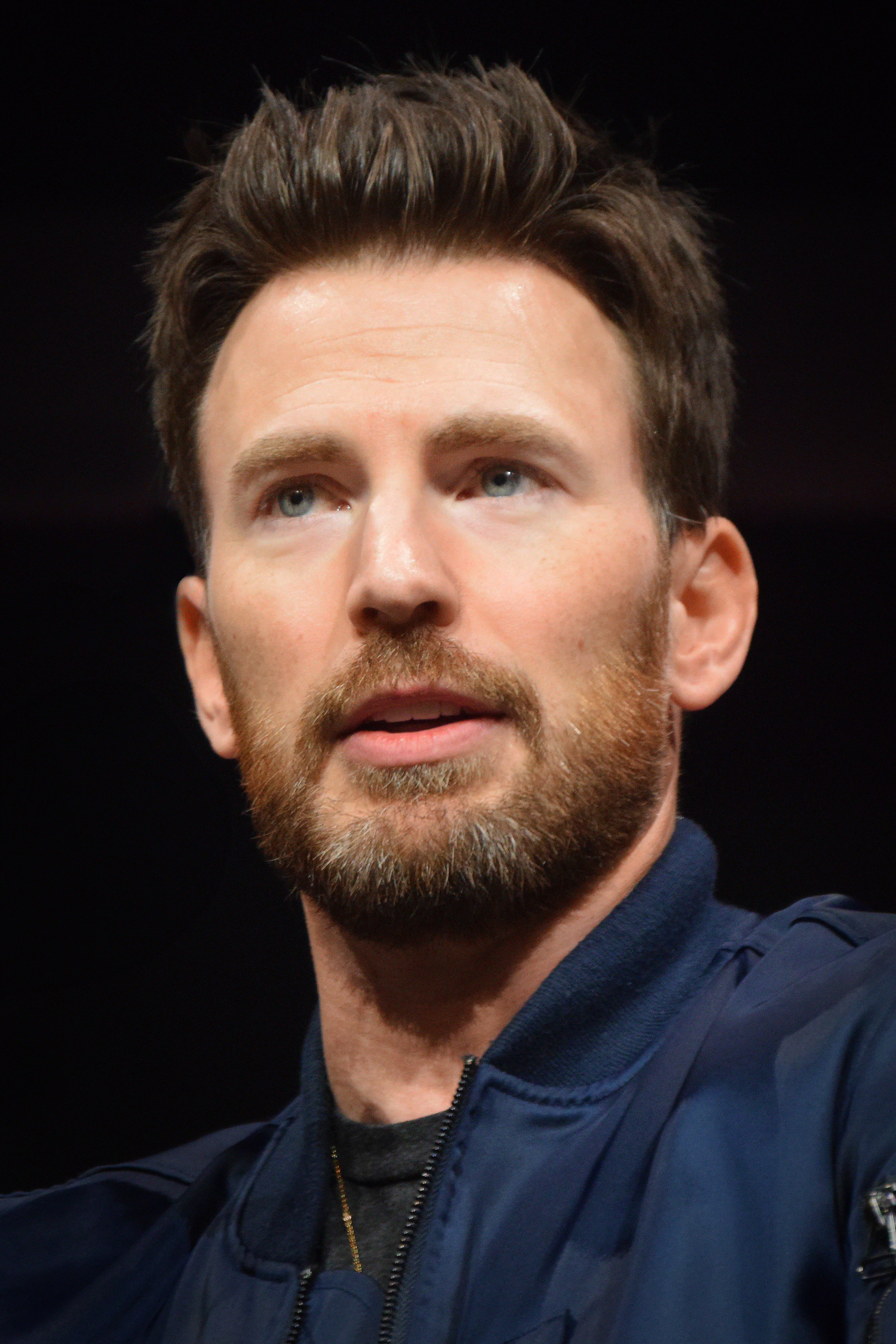
Chris Evans

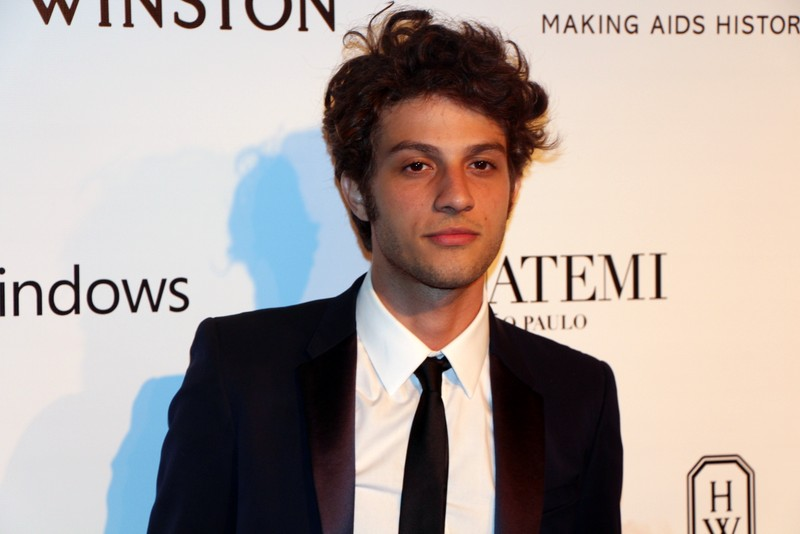
Chay Suede

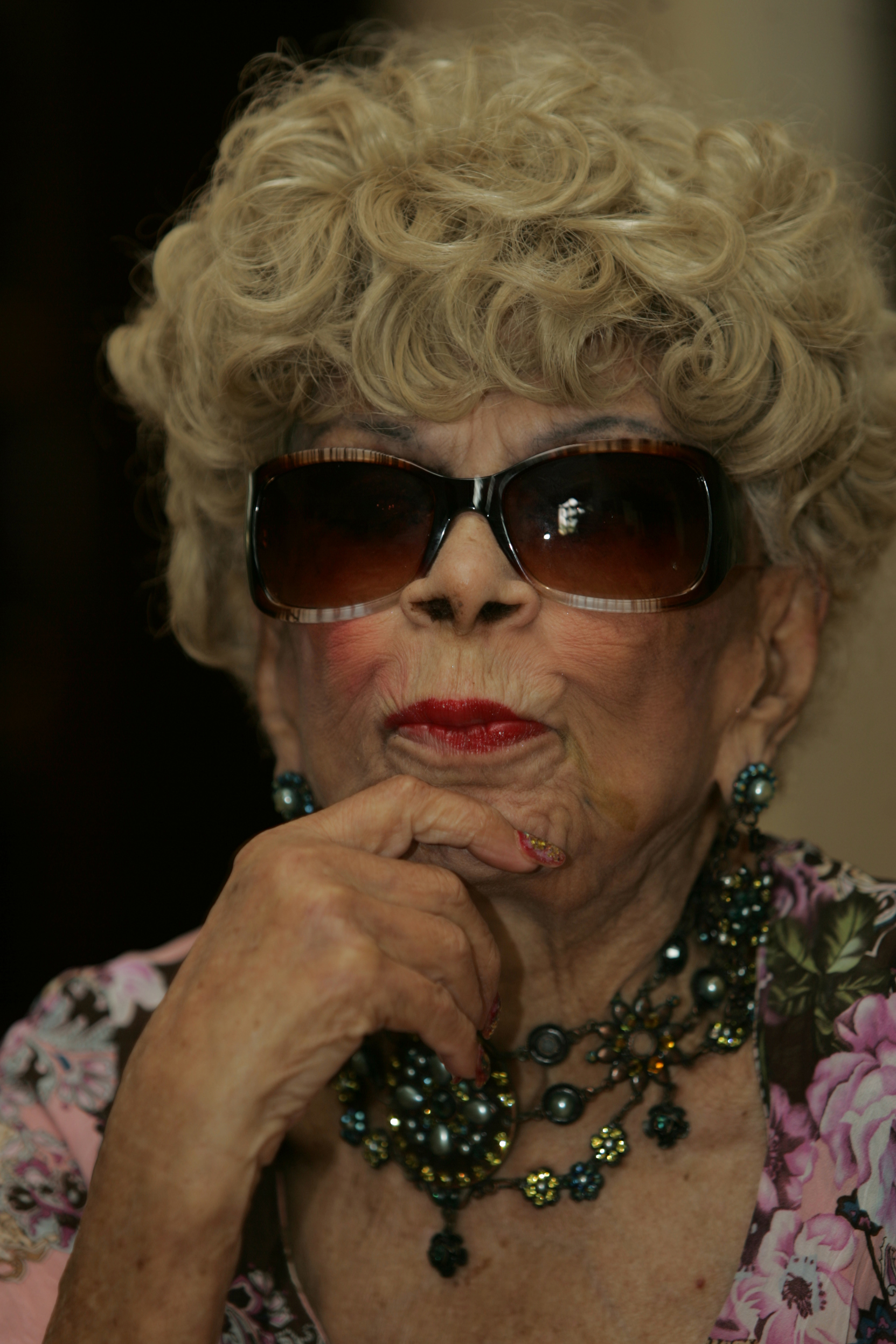
Dercy Gonçalves

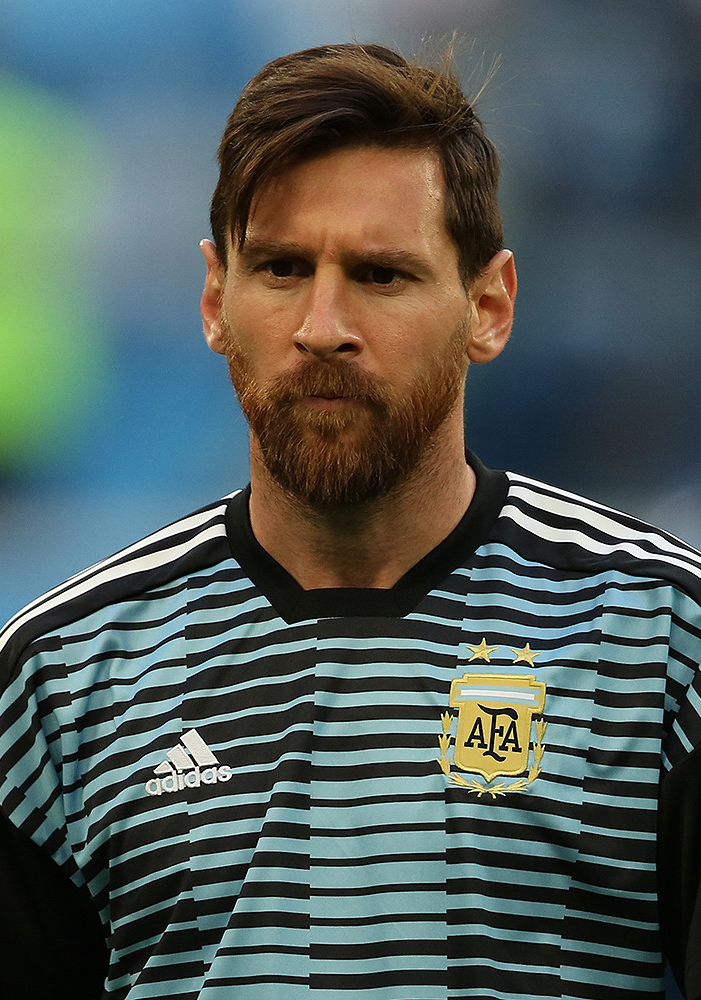
Lionel Messi

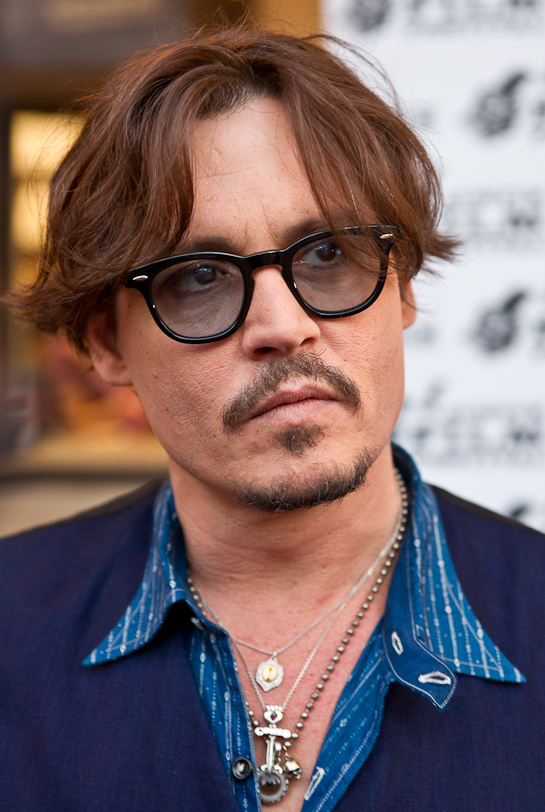
Johnny Depp

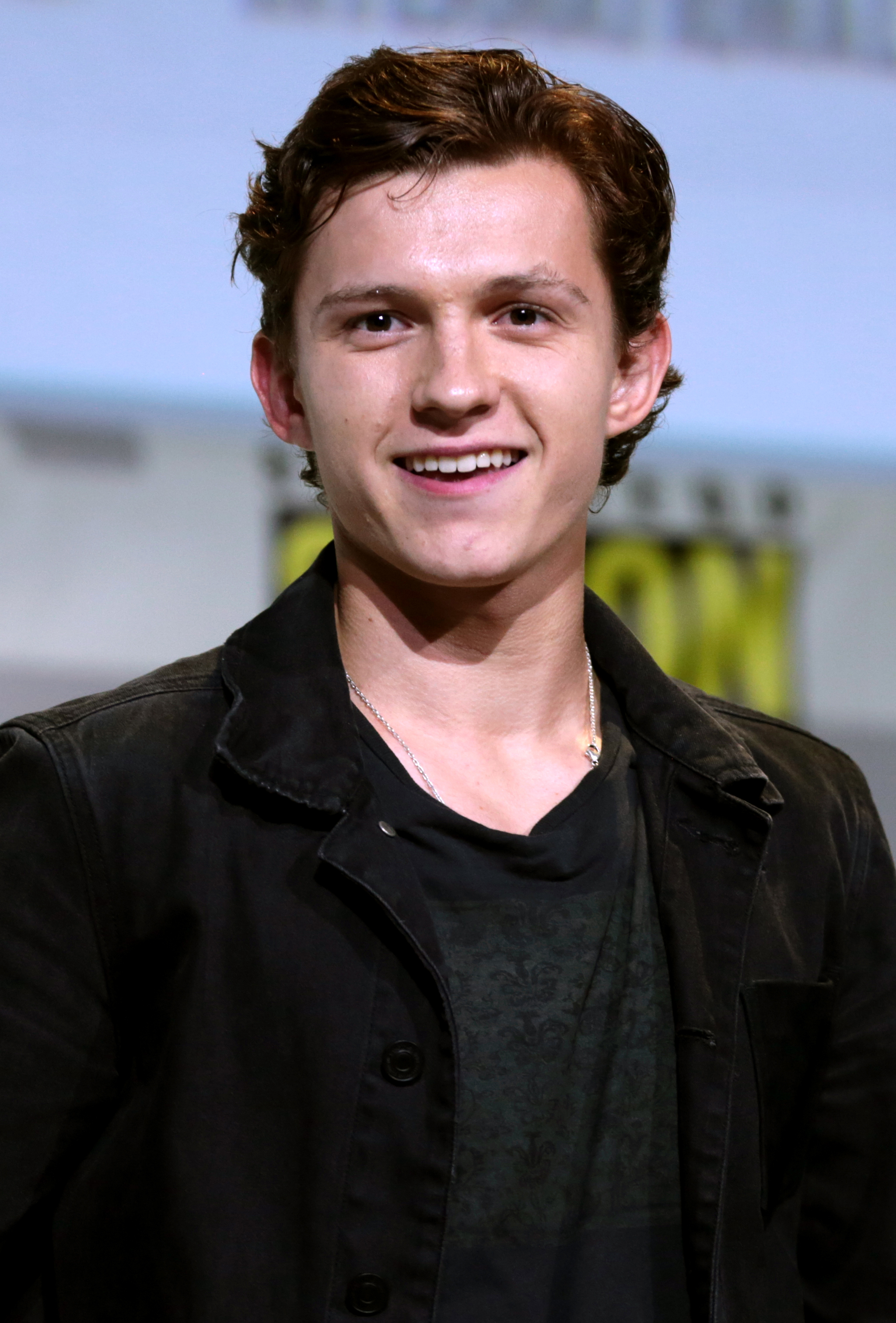
Tom Holland

- 1 de junho de 1754 — Fernando Carlos de Áustria-Este (m. 1806).
- 1 de junho de 1815 — Oto da Grécia (m. 1867).
- 1 de junho de 1926 — Marilyn Monroe, atriz estadunidense (m. 1962).
- 1 de junho de 1937 — Morgan Freeman, ator e produtor norte-americano.
- 1 de junho de 1967 — Celso Portiolli, apresentador de televisão brasileiro.
- 1 de junho de 1973 — Heidi Klum, modelo alemã.
- 1 de junho de 1994 — Giorgian De Arrascaeta, futebolista uruguaio.
- 1 de junho de 1996 — Tom Holland, ator e dançarino britânico.
- 1 de junho de 1998 — Dudu Camargo, jornalista e apresentador brasileiro.
- 1 de junho de 2000 — Willow Shields, atriz estadunidense.
- 2 de junho de 1835 — Papa Pio X (m. 1914).
- 2 de junho de 1980 — Caio Blat, ator brasileiro.
- 2 de junho de 2000 — João Pedro Carvalho, ator brasileiro.
- 3 de junho de 1537 — João Manuel, Príncipe de Portugal (m. 1554).
- 3 de junho de 1736 — John Acton, político britânico (m. 1811).
- 3 de junho de 1865 — Jorge V do Reino Unido (m. 1936).
- 3 de junho de 1974 — Kelly Jones, cantor e compositor britânico.
- 4 de junho de 1738 — Jorge III do Reino Unido (m. 1820).
- 4 de junho de 1898 — Virgulino Ferreira da Silva, o Lampião, cangaceiro brasileiro (m. 1938).
- 4 de junho de 1937 — Hugo Carvana, ator e diretor brasileiro (m. 2014).
- 4 de junho de 1942 — Miguel de Kent, membro da família real britânica.
- 4 de junho de 1975 — Angelina Jolie, atriz estadunidense.
- 4 de junho de 1983 — Fernanda Paes Leme, atriz brasileira.
- 5 de junho de 1723 — Adam Smith, economista e filósofo britânico (m. 1790).
- 5 de junho de 1771 — Ernesto Augusto I de Hanôver (m. 1851).
- 5 de junho de 1989 — Geisy Arruda, apresentadora, empresária e modelo brasileira.
- 6 de junho de 1714 — José I de Portugal (m. 1777).
- 6 de junho de 1872 — Alexandra Feodorovna, czarina russa (m.1918).
- 6 de junho de 1934 — Alberto II da Bélgica.
- 7 de junho de 1969 — Joaquim, Príncipe da Dinamarca.
- 7 de junho de 1974 — Flávia Alessandra, atriz brasileira.
- 8 de junho de 1921 — Alexis Smith, atriz canadense (m. 1993).
- 8 de junho de 1970 — Seu Jorge, músico e ator brasileiro.
- 8 de junho de 1998 — Mirella, cantora e compositora brasileira.
- 9 de junho de 1672 — Pedro, o Grande (m. 1725).
- 9 de junho de 1963 — Johnny Depp, ator, diretor e produtor de cinema estadunidense.
- 9 de junho de 1981 — Natalie Portman, atriz israelense.
- 10 de junho de 1688 — Jaime Francisco Eduardo Stuart, pretendente ao trono britânico (m. 1766).
- 10 de junho de 1897 — Tatiana Nikolaevna da Rússia (m. 1918).
- 10 de junho de 1921 — Filipe, Duque de Edimburgo (m. 2021).
- 10 de junho de 1922 — Judy Garland, cantora e atriz estadunidense (m. 1969).
- 10 de junho de 1977 — Georgiana Góes, atriz brasileira.
- 10 de junho de 1982 - Madalena da Suécia, filha mais nova do Rei Carlos XVI Gustavo, Princesa da Suécia.
- 10 de junho de 2004 — Duda Batsow, atriz brasileira.
- 11 de junho de 1967 — Isabela Garcia, atriz brasileira.
- 11 de junho de 1985 — Di Ferrero, cantor, compositor e empresário brasileiro.
- 11 de junho de 2003 — Breanna Yde, atriz e cantora australiana.
- 12 de junho de 1897 — Anthony Eden, político britânico (m. 1977).
- 12 de junho de 1970 — Rodrigo Maia, político brasileiro.
- 12 de junho de 1981 — Adriana Lima, modelo brasileira.
- 13 de junho de 1763 — José Bonifácio de Andrada e Silva, estadista brasileiro (m. 1838).
- 13 de junho de 1805 — Manoel Marques de Souza III, Conde de Porto Alegre (m. 1875).
- 13 de junho de 1967 — Markinhos Moura, cantor e compositor brasileiro.
- 13 de junho de 1981 — Chris Evans, ator estadunidense.
- 13 de junho de 1982 —  Lígia Mendes, apresentadora de televisão brasileira.
- 14 de junho de 1529 — Fernando II da Áustria (m. 1595).
- 14 de junho de 1870 — Sofia da Prússia (m. 1932).
- 14 de junho de 1928 — Che Guevara, revolucionário argentino (m. 1967).
- 14 de junho de 1946 — Donald Trump, político e empresário norte-americano.
- 14 de junho de 1977 — Camila Pitanga, atriz brasileira.
- 14 de junho de 1986 — Klebber Toledo, ator brasileiro.
- 14 de junho de 2000 — Thomaz Costa, ator brasileiro.
- 14 de junho de 2008 — Giulia Benite, atriz brasileira.
- 15 de junho de 1969 — Ice Cube, cantor e ator norte-americano.
- 15 de junho de 1973 — Neil Patrick Harris, ator norte-americano.
- 16 de junho de 1644 — Henriqueta Ana de Inglaterra (m. 1670).
- 16 de junho de 1858 — Gustavo V da Suécia (m. 1950).
- 16 de junho de 1985 — Débora Nascimento, atriz, modelo e apresentadora brasileira.
- 16 de junho de 1982 — Simaria Mendes, cantora brasileira.
- 17 de junho de 1682 — Carlos XII da Suécia (m. 1718).
- 17 de junho de 1938 —  Arlete Salles, atriz brasileira.
- 17 de junho de 1982 — Marcos Pitombo, ator brasileiro.
- 18 de junho de 1294 — Carlos IV de França (m. 1328).
- 18 de junho de 1521 — Maria de Portugal, Duquesa de Viseu (m. 1577).
- 18 de junho de 1901 —  Anastásia Nikolaevna Romanova, Grã-Duquesa da Rússia (m. 1918).
- 18 de junho de 1942 — Celly Campello, cantora brasileira (m. 2003).
- 19 de junho de 1566 — Jaime VI da Escócia e I de Inglaterra (m. 1625).
- 19 de junho de 1764 — José Gervasio Artigas, herói nacional uruguaio (m. 1850).
- 19 de junho de 1861 — Douglas Haig, oficial militar britânico (m. 1928).
- 19 de junho de 1953 — Sidney Magal, cantor e ator brasileiro.
- 19 de junho de 1973 — Letícia Spiller, atriz brasileira.
- 19 de junho de 2006 — Duda Wendling, atriz brasileira.
- 20 de junho de 1566 — Sigismundo III Vasa da Polônia (m. 1632).
- 20 de junho de 1913 — João de Bourbon (m. 1993).
- 20 de junho de 1899 — Jean Moulin, herói da resistência francesa (m. 1943).
- 20 de junho de 1958 — Sônia Abrão, jornalista e apresentadora de televisão brasileira.
- 20 de junho de 1959 — Otávio Mesquita, apresentador e automobilista brasileiro.
- 20 de junho de 1967 — Nicole Kidman, atriz australiana.
- 20 de junho de 1983 — Lívia Andrade, modelo, atriz e apresentadora brasileira.
- 21 de junho de 1774 — Daniel D. Tompkins, político americano (m. 1825).
- 21 de junho de 1839 — Machado de Assis, escritor brasileiro (m. 1908).
- 21 de junho de 1921 — Jane Russell, atriz e cantora estadunidense (m. 2011).
- 21 de junho de 1924 — Ricardo Infante, futebolista argentino (m. 2008).
- 21 de junho de 1919 — Nélson Gonçalves, cantor brasileiro (m. 1998).
- 21 de junho de 1979 — Chris Pratt, ator estadunidense.
- 21 de junho de 1982 — Guilherme, Duque de Cambridge.
- 21 de junho de 1985 — Lana Del Rey, cantora estadunidense.
- 22 de junho de 1757 — George Vancouver, explorador britânico (m. 1798).
- 22 de junho de 1948 — Tonico Pereira, ator brasileiro.
- 22 de junho de 1949 — Meryl Streep, atriz estadunidense.
- 22 de junho de 1974 — Joelma Mendes, cantora brasileira.
- 23 de junho de 1763 — Josefina de Beauharnais, Imperatriz dos Franceses (m. 1814).
- 23 de junho de 1894 — Eduardo VIII do Reino Unido (m. 1977).
- 23 de junho de 1907 — Dercy Gonçalves, atriz brasileira (m. 2008).
- 23 de junho de 1972 — Zinédine Zidane, ex-futebolista e treinador de futebol francês.
- 24 de junho de 1360 — Nuno Álvares Pereira, general português (m. 1431).
- 24 de junho de 1386 — João de Capistrano, santo italiano (m. 1456).
- 24 de junho de 1542 — São João da Cruz, frade carmelita espanhol (m. 1591).
- 24 de junho de 1825 — Alexandra Nikolaevna da Rússia (m. 1844).
- 24 de junho de 1955 — Betty Lago, atriz brasileira (m. 2015).
- 24 de junho de 1976 — Erik Marmo, ator brasileiro.
- 24 de junho de 1987 — Lionel Messi, futebolista argentino.
- 25 de junho de 1755 — Natália Alexeievna, czarina russa (m. 1776).
- 25 de junho de 1884 — Teimei, imperatriz do Japão (m. 1951).
- 25 de junho de 1902 — Yasuhito príncipe do Japão (m. 1953).
- 25 de junho de 1943 — Rogéria, atriz brasileira (m. 2017).
- 25 de junho de 1944 —  Ricardo Salgado, economista português.
- 25 de junho de 1977 — Fernanda Lima, atriz, modelo e apresentadora brasileira.
- 25 de junho de 1987 — Hugo Bonemer, ator brasileiro.
- 26 de junho de 1580 — Pedro Claver, santo missionário jesuíta espanhol (m. 1654).
- 26 de junho de 1899 — Maria Nikolaevna Romanova, Grã-Duquesa da Rússia (m. 1918).
- 26 de junho de 1942 — Gilberto Gil, cantor e compositor brasileiro.
- 26 de junho de 1970 — Chris O'Donnell, ator norte-americano.
- 26 de junho de 1970 — Rodrigo Veronese, ator brasileiro.
- 26 de junho de 1984 — Luiza Possi, cantora brasileira.
- 26 de junho de 1991 — Jesuíta Barbosa, ator brasileiro.
- 26 de junho de 1993 — Ariana Grande, cantora, atriz e compositora estadunidense.
- 27 de junho de 1040 — Ladislau I da Hungria (m. 1095).
- 27 de junho de 1462 — Luís XII de França (m. 1515).
- 27 de junho de 1908 — Guimarães Rosa, escritor brasileiro (m. 1967).
- 27 de junho de 1937 — Vladimir Herzog, jornalista brasileiro (m. 1975).
- 27 de junho de 1944 — Zezé Motta, cantora e atriz brasileira.
- 27 de junho de 1974 — Christopher O'Neill, banqueiro anglo-americano.
- 27 de junho de 1975 — Tobey Maguire, ator norte-americano.
- 27 de junho de 1976 — Wagner Moura, ator e músico brasileiro.
- 27 de junho de 1986 — Sam Claflin, ator britânico.
- 27 de junho de 1993 — Camila Queiroz, atriz e modelo brasileira.
- 28 de junho de 1491 — Henrique VIII de Inglaterra (m. 1547).
- 28 de junho de 1703 — John Wesley, teólogo britânico (m. 1791).
- 28 de junho de 1712 — Jean-Jacques Rousseau, filósofo franco-suíço (m. 1778).
- 28 de junho de 1930 — Itamar Franco, político brasileiro (m. 2011).
- 28 de junho de 1945 — Raul Seixas, cantor e compositor brasileiro (m. 1989).
- 28 de junho de 1954 — Daniel Dantas, ator brasileiro.
- 28 de junho de 1982 — Grazi Massafera, modelo e atriz brasileira.
- 29 de junho de 1786 — Pedro Juan Caballero, político paraguaio (m. 1821).
- 29 de junho de 1844 — Pedro I da Sérvia (m. 1921).
- 29 de junho de 1949 — Neguinho da Beija-Flor, cantor e compositor brasileiro.
- 29 de junho de 1979 — Liliana Castro, atriz brasileira.
- 30 de junho de 1470 — Carlos VIII de França (m. 1498).
- 30 de junho de 1755 — Paul Barras, nobre e político francês (m. 1829).
- 30 de junho de 1789 — Horace Vernet, pintor francês (m. 1863).
- 30 de junho de 1906 — Tribhuvan do Nepal (m. 1955).
- 30 de junho de 1917 — Susan Hayward, atriz estadunidense (m. 1975).
- 30 de junho de 1943 — Florence Ballard, cantora estadunidense (m. 1976).
- 30 de junho de 1959 — Vincent D'Onofrio, ator estadunidense.
- 30 de junho de 1969 — Dira Paes, atriz brasileira.
- 30 de junho de 1975 — Ralf Schumacher, ex-automobilista alemão.
- 30 de junho de 1992 — Chay Suede, ator e cantor brasileiro.
- 30 de junho de 1995 — Marina Ruy Barbosa, atriz brasileira.

## Mortes
- 1 de junho de 1846 — Papa Gregório XVI (n. 1765).
- 1 de junho de 1943 — Leslie Howard, ator britânico (n. 1893).
- 1 de junho de 1983 — Carlos de Flandres (n. 1903).
- 2 de junho de 1934 — James Rolph, político norte-americano (n. 1869).
- 2 de junho de 2019 — Flora Diegues, atriz, diretora e roteirista brasileira (n. 1984).
- 4 de junho de 1941 — Guilherme II da Alemanha (n. 1859).
- 4 de junho de 1979 — Gilda de Abreu, cineasta, atriz e radialista brasileira (n. 1904).
- 7 de junho de 1870 — Pedro de Araújo Lima, político brasileiro (n. 1793).
- 7 de junho de 2015 — Christopher Lee, ator britânico (n. 1922).
- 8 de junho de 1899 — Maria do Divino Coração, nobre alemã e santa católica (n. 1863).
- 13 de junho de 1886 — Luís II da Baviera (n. 1845).
- 13 de junho de 1231 — António de Lisboa, santo católico (n. 1195).
- 13 de junho de 1984 — António Variações, cantor e compositor português (n. 1944).
- 14 de junho de 1909 — Afonso Pena, político brasileiro (n. 1847).
- 14 de junho de 2004 — Max Rosenberg, produtor de cinema norte-americano (n. 1914).
- 15 de junho de 1849 — James Knox Polk, político norte-americano (n. 1795).
- 19 de junho de 2016 — Anton Viktorovich Yelchin, ator russo (n. 1989).
- 20 de junho de 1837 — Guilherme IV do Reino Unido (n. 1765).
- 21 de junho de 1591 — Luís de Gonzaga, santo católico (n.1568).
- 23 de junho de 1998 — Leandro, cantor e compositor brasileiro (n. 1961).
- 24 de junho de 1519 — Lucrécia Bórgia, duquesa italiana (n. 1480).
- 24 de junho de 1908 — Grover Cleveland, político norte-americano (n. 1837).
- 25 de junho de 2009 — Michael Jackson, cantor estadunidense
- 28 de junho de 1757 — Sofia Doroteia de Hanôver, rainha consorte do Reino da Prússia (n. 1687).
- 28 de junho de 1848 — Jean-Baptiste Debret, pintor francês (n. 1768).
- 30 de junho de 1670 — Henriqueta Ana Stuart, princesa inglesa (n. 1644).
- 30 de junho de 2002 — Chico Xavier, médium brasileiro (n. 1910).